# Antoinette de Bourbon
Antoinette de Bourbon-Vendôme, född 25 december 1494 i Ham i Somme, död 20 januari 1583 i Joinville i Haute-Marne, var en fransk adelsdam, hertiginna av Guise; gift 1513 med hertig Claude av Guise. 
Hon deltog i de franska religionskrigen på katolsk sida.

## Biografi
Antoinette beskrivs som en remarkabel personlighet, som kombinerade en stark känsla för familjestolthet med en välkänd besk humor. Hon uppvisade stor ekonomisk talang vid sin administration av släkten Guises egendomar omkring slottet Joinville. Antoinette utövade ett stort inflytande på sin dotterdotter Maria Stuart under dennas tid i Frankrike; hon fungerade som sin dotters ombud vid trolovningen mellan Maria Stuart och den franska tronarvingen 1558, och var hennes hovdam 1559–1561.  

## Barn
- Maria av Guise (1515–1560), gift med kung Jakob V av Skottland
- Frans av Guise (1519–1563)
- Louise av Guise (1520–1542), gift med Charles I, hertig av Arschot
- Renée av Guise (1522–1602), abbedissa av S:t Pierre, Reims
- Charles av Guise (1524–1574)
- Claude, hertig av Aumale (1526–1573)
- Louis I, kardinal av Guise (1527–1578)
- Philippe (1529–1529)
- Pierre (f. 1530–dog ung)
- Antoinette (1531–1561), abbedissa av Faremoutier
- François, stormästare över Malteserorden (1534 – 1563)
- René, markis av Elbeuf (1536–1566)